# اس‌ام یو-۶ (آلمان)
اس‌ام یو-۶ (آلمان) (به انگلیسی: SM U-6 (Germany)) یک زیردریایی بود که طول آن ۵۷٫۳ متر (۱۸۸٫۰ فوت) بود. این زیردریایی در سال ۱۹۱۰ ساخته شد.